# Bokermannohyla claresignata
Bokermannohyla claresignata är en groddjursart som först beskrevs av Lutz 1939.  Bokermannohyla claresignata ingår i släktet Bokermannohyla och familjen lövgrodor. IUCN kategoriserar arten globalt som otillräckligt studerad. Inga underarter finns listade.